# جعفر شنيشل
جعفر شنيشل (مواليد 26 أبريل 2003) هو حارس مرمى عراقي محترف، يلعب حاليًا لنادي الميناء في دوري نجوم العراق.

## مسيرته الكروية
بدأ جعفر مسيرته في كرة القدم من خلال أكاديمية الميناء، حيث تمكن من الفوز مع نادي الميناء تحت 19 سنة بالدوري العراقي الممتاز في عام 2022.
في سبتمبر 2022، تمت ترقيته للعب مع الفريق الأول للنادي، واستطاع مع فريقه الفوز بالدوري العراقي الممتاز، مما أدى إلى ترقيتهم إلى دوري نجوم العراق.
وفي أغسطس 2023، تم تجديد عقده مع نادي الميناء، وشارك بانتظام في التشكيلة الأساسية في الدوري العراقي الممتاز، محققًا 12 مباراة بشباك نظيفة. كما حصل على جائزة أفضل حارس مرمى في الجولة مرتين، في ديسمبر 2023 وفي يوليو 2024. اعتبره مدرب الفريق، حسن أحمد، أحد الركائز الأساسية للفريق، مشددًا على أهمية وجوده في كل مباراة يخوضها الميناء. وفي أغسطس 2024، تم تمديد عقده مع النادي لموسم آخر.

## مسيرته الدولية
تم اختيار جعفر لتمثيل العراق لأول مرة في عام 2022، عندما قام المدرب عماد محمد باختياره ليكون جزءًا من تشكيلة منتخب العراق تحت 20 سنة لكرة القدم، والتي ضمت 26 لاعبًا للمشاركة في كأس العرب للمنتخبات تحت 20 سنة 2022.
كما تم اختياره أيضًا من قبل المدرب راضي شنيشل ليكون جزءًا من تشكيلة تضم 26 لاعبًا للمشاركة في تصفيات كأس آسيا تحت 23 سنة 2024، المؤهلة لدورة الألعاب الأولمبية الصيفية 2024 في باريس، بعد المستويات الجيدة التي قدمها في الدوري.

## أوسمة
الميناء
- الدوري العراقي الدرجة الأولى 2022–23

## وصلات خارجية
- جعفر شنيشل على موقع Ysscores